# Sergio Gaytán Luján
Sergio Gaytán, músico independiente e investigador político mexicano.

## Trayectoria
Licenciado en Derecho. Ha sido asesor y Secretario Técnico de Comisión en la Cámara de Diputados del H. Congreso de la Unión. Asesor en el Congreso del Estado de Chihuahua. Fue Diputado local suplente por en la Sexagésima Primera Legislatura del estado de Chihuahua, de 2004 a 2007.
Los estudios de preparatoria los llevó en el Colegio de Bachilleres N°3 y los de primaria y secundaria en el Colegio Palmore en la ciudad de Chihuahua. Realizó sus estudios profesionales en la Facultad de Derecho de la Universidad Autónoma de Chihuahua. Se graduó con mención especial por su tesis Delitos Informáticos en 1999.
Es Miembro del Consejo Internacional de Buena Vecindad (International Good Neighbor Council) y miembro fundador de la Red de Investigadores Parlamentarios en Línea de la Cámara de Diputados del Congreso de la Unión desde 2002.
Coautor de la Obra Colectiva: INTRODUCCIÓN AL DERECHO PARLAMENTARIO ESTATAL. Estudios sobre los Congresos de los estados y la Asamblea Legislativa del Distrito Federal, (IIJ-UNAM. H. SENADO DE LA REPUBLICA 2009). 
Es además bajista profesional conocido como Sheko Gaytán, exintegrante de Skirla, Eufhoria, Espacios Vacíos y Seis Pistos. De estos últimos grabó en sus más recientes producciones discográficas.
- Datos: Q6125456